# Brie Code
Brie Code es una programadora, divulgadora y directora creativa de videojuegos canadiense radicada en Toronto. Fue la programadora jefa del videojuego Child of Light y de tres ediciones de Assassin’s Creed, además de la directora creativa en Tru Luv Media.

## Trayecto
Se licenció en Ciencias de la Computación y Psicología de la Universidad de Columbia Británica. En 2003 comenzó, su carrera como programadora en inteligencia artificial para Relic Entertainment. Escribió los códigos para los juegos Warhammer 40k: Dawn of War, Company of Heroes Relic Entertainment y después se unió a Pandemic Studios. 
Se convirtió en jefa de programación de inteligencia artificial en Ubisoft para crear personajes no jugadores, trabajando en Child of Light, y Assasin's Creed II y III. En Ubisoft era una de las pocas mujeres entre los 2.500 empleados del estudio.
A finales de 2015, Brie Code fundó la empresa compuesta solo por mujeres Tru Luv para diversificar el ecosistema de los videojuegos de su sexismo, creando videojuegos que no se basaran en juegos de suma cero, sino en una respuesta de amistad y cuidados. En 2020, Code se convirtió en la primera canadiense en participar en el Apple Entrepreneur Camp son su startup.
Code se convirtió en miembro del Aspen Institute’s Virtual Human Working Group y en consultore de Rare’s Everwild.

## Reconocimientos
En 2018, #SelfCare, el primer videojuego para móviles de su empresa Tru Luv, fue nombrado por Apple como uno de los mejores del año.